# Девушка, подающая надежды
«Девушка, подающая надежды» (англ. Promising Young Woman) — британо-американская драма с элементами чёрной комедии и триллера 2020 года, режиссёром, сценаристкой и продюсером которого является Эмиральд Феннел. Картина стала режиссёрским дебютом Феннел. Кэри Маллиган исполняет роль главной героини, которая хочет отомстить за свою лучшую подругу, ставшую жертвой изнасилования. В остальных ролях снялись Бо Бернем, Элисон Бри, Клэнси Браун, Дженнифер Кулидж, Лаверн Кокс и Конни Бриттон.
Мировая премьера фильма состоялась 25 января 2020 года в рамках официальной конкурсной программы кинофестиваля «Сандэнс». В прокат США картина вышла 25 декабря 2020 года. «Девушка, подающая надежды» получила положительные отзывы критиков, высоко оценивших сценарий, режиссуру и игру Маллиган. На 93-й церемонии вручения премии «Оскар» фильм заработал 5 номинаций, в том числе «Лучший фильм», «Лучший режиссёр» и «Лучшая актриса» (Маллиган), но одержал победу только в категории «Лучший оригинальный сценарий». Фильм удостоился четырёх номинаций на 78-й церемонии вручения премии «Золотой глобус» и шести на 74-й церемонии вручения наград Британской академии «BAFTA», где одержал победу в двух категориях: «Лучший британский фильм» и «Лучший оригинальный сценарий».

## Сюжет
Кассандра «Кэсси» Томас — 30-летняя женщина, бывшая студентка медицинского колледжа, которая живёт со своими родителями в Огайо. Несколько лет назад её однокурсник Алекс Монро изнасиловал её лучшую подругу Нину Фишер; колледж и правоохранительные органы решили не заниматься расследованием этого дела. Теперь Кэсси проводит ночи в барах и ночных клубах, притворяясь пьяной и позволяя мужчинам забирать её к себе домой, а когда мужчина пытается воспользоваться её слабостью, даёт жесткий отпор.
В кафе, где работает Кэсси, приходит её бывший однокурсник Райан Купер и приглашает на свидание. Во время очередной встречи он упоминает, что Алекс женится. Кэсси разрабатывает план, чтобы отомстить тем, кого она считает виновным в изнасиловании Нины. Она встречается за обедом с Мэдисон Макфи, старой подругой, которая не поверила, что Нина была изнасилована. Кэсси спаивает Мэдисон и нанимает мужчину, который отводит Мэдисон в гостиничный номер. На следующий день Кэсси прослушивает несколько голосовых сообщений от расстроенной Мэдисон, которая не помнит, что случилось накануне.
Кэсси заманивает Эмбер, дочь декана медицинской школы Элизабет Уокер, в свою машину, выдавая себя за визажиста поп-группы, а затем заявляется к ней самой под предлогом возобновления своего образования и расспрашивает её о закрытом ввиду отсутствия улик деле Нины. Когда декан объясняет свои действия, Кэсси рассказывает ей, что отвела Эмбер в комнату общежития к пьяным студентам. Уокер, испугавшись, извиняется за своё бездействие, и Кэсси успокаивает её тем, что Эмбер находится в безопасности в закусочной.
Кэсси забывает про назначенное с Райаном свидание. Тем же вечером Кэсси соблазняет в баре мужчину, чтобы отправиться с ним домой. При выходе из бара они сталкиваются с Райаном; расстроенный Райан уходит. Мужчина понимает, что Кэсси трезва, и сбегает от неё.
Кэсси навещает Джордана Грина, адвоката Алекса, который угрожал Нине, чтобы она отозвала предъявленные обвинения в изнасиловании. Грин, переживающий психологический срыв из-за чувства вины, раскаивается в своих действиях, и Кэсси прощает его. После посещения матери Нины, которая призывает её двигаться дальше, Кэсси отказывается от плана мести. Кэсси извиняется перед Райаном, и они влюбляются.
Мэдисон подлавливает Кэсси возле её дома, отчаянно желая узнать, что случилось после их обеда. Кэсси уверяет её, что ничего не произошло. Мэдисон отдает Кэсси свой старый телефон с видеозаписью изнасилования Нины. Кэсси видит Райана среди свидетелей изнасилования. Во время встречи с ним она угрожает обнародовать видео, если он не скажет ей, где состоится мальчишник Алекса. Райан сообщает ей необходимую информацию и умоляет о прощении, но Кэсси категорически отказывается.
Кэсси приходит на мальчишник Алекса, выдавая себя за стриптизершу, накачивает наркотиками его друзей и отводит Алекса наверх в спальню. Она приковывает его наручниками к кровати и называет своё имя. Кэсси пытается ножом вырезать имя Нины на животе Алекса, но он вырывается на свободу и душит её. На следующее утро друг Алекса, Джо, утешает его и помогает сжечь тело Кэсси. Родители Кэсси подают заявление о пропаже, и полиция начинает расследование. Райан говорит полиции, что Кэсси была психически нездорова, но не говорит им, куда она собиралась.
Грин получает от Кэсси посылку с видеозаписью изнасилования Нины и инструкциями, которым нужно следовать, если она не вернется. Гейл, коллега Кэсси из кафе, обнаруживает под кассой ожерелье с половинкой сердечка с именем Кэсси. Такое же ожерелье с сердечком с именем Нины было на Кэсси в момент её убийства. Полиция обнаруживает ожерелье вместе с её сожжёнными останками и арестовывает Алекса прямо во время свадьбы. Райан получает несколько запланированных сообщений от Кэсси, под которыми стоят подписи Кэсси и Нины.

## В ролях
- Кэри Маллиган — Кассандра «Кэсси» Томас.
- Бо Бёрнэм — Райан Купер, возлюбленный Кэсси и детский хирург
- Элисон Бри — Мэдисон Макфи, одноклассница Кэсси
- Клэнси Браун — Стэнли Томас, отец Кэсси
- Дженнифер Кулидж — Сьюзен Томас, мать Кэсси
- Лаверна Кокс — Гейл, владелица кафе, где работает Кэсси
- Крис Лоуэлл — Александр «Алекс» Монро, враг Кэсси и насильник Нины
- Конни Бриттон — декан Элизабет Уокер
- Адам Броди — Джерри
- Макс Гринфилд — Джо Маклемор III, друг Алекса
- Кристофер Минц-Пласс — Нил
- Сэм Ричардсон — Пол
- Альфред Молина — Джордан Грин, адвокат Алекса
- Молли Шеннон — миссис Фишер, мама Нины
- Стив Монро — детектив Линкольн Уоллер
- Анджела Чжоу — Тодд
- Франциска Эстевес — Эмбер, 15-летняя дочь Элизабет
- Остин Тэлинн Карпентер — Анастасия, богатая невеста Алекса
- Эмиральд Феннел — ведущая видеоурока по макияжу губ перед минетом

## Производство
Эмиральд Феннел разработала концепцию фильма в 2017 году и после питчинга открывающей сцены продала сценарий производственной компании Марго Робби LuckyChap Entertainment. В январе 2019 года было объявлено, что в фильме снимется Кэри Маллиган, а режиссёром картины назначена Феннел. В марте 2019 года к основному актёрскому составу присоединились Бо Бернем, Элисон Бри, Конни Бриттон, Адам Броди, Дженнифер Кулидж, Лаверна Кокс, Макс Гринфилд, Кристофер Минц-Пласс, Сэм Ричардсон и Молли Шеннон, в апреле — Анджела Чжоу и Клэнси Браун.
Съёмки, полностью профинансированные компанией FilmNation Entertainment, начались 26 марта 2019 года. Картина снималась на протяжении 23 дней преимущественно в Лос-Анджелесе и его пригороде.
Оператор картины Бенджамин Кракун черпал вдохновение в фильмах «Умереть во имя» (1995) и «Увлечение» (1993) с Алисией Сильверстоун в главной роли. Он снимал картину на объектив Panavision, создающий мягкое, слегка размытое изображение. Маллиган зачастую освещалась сверху: создавалось ощущение, что вокруг её головы — нимб. Художник-постановщик Майкл Перри в свою очередь при работе над «Девушкой» вдохновлялся телесериалами «Она написала убийство» и «Школа в Ласковой долине».

## Релиз
В феврале 2019 года компания Focus Features приобрела права на дистрибуцию фильма. Его мировая премьера состоялась на кинофестивале «Сандэнс» 25 января 2020 года. Фильм должен был выйти в мировой прокат 17 апреля 2020 года, но был изъят из расписания из-за закрытия кинотеатров, вызванного пандемией COVID-19. В конечном итоге «Девушка, подающая надежды» вышла в мировой прокат 25 декабря 2020 года, а с 15 января 2021 года стала доступна в цифровом виде в формате видео по запросу.

## Маркетинг
Первый трейлер картины был опубликован в интернете компанией Focus Features 11 декабря 2019 года.

## Саундтрек
Ремикс песни Бритни Спирс «Toxic» для фильма исполнил струнный квартет Archimia, композицию «Stars Are Blind» — американская певица Пэрис Хилтон, а песню «Boys» — британская певица Charli XCX.
В фильм также был включен сингл американской певицы Скай Феррейры «Downhill Lullaby».

## Приём

### Сборы
По состоянию на 22 апреля 2021 года сборы «Девушки, подающей надежды» составили 13,3 млн долларов, в том числе 6,4 млн долларов в США и Канаде и 6,9 млн долларов. в других странах мира. В США и Канаде фильм вышел на экраны одновременно с «Чудо-женщиной: 1984», «Новостями со всего света» и «Пиноккио» и, по прогнозам, должен был собрать около 2 млн долларов в первый уикенд. Однако он сумел заработать всего 719 305 $, финишировав пятым. Около 63 % зрителей были женщинами, а 74 % — в возрасте старше 25 лет. Во второй уикенд сборы фильма упали на 4,4 % и составили 687 900 долларов, а в третий уикенд — 586 285 долларов, что в обоих случаях позволило ему занять шестую строчку.

### Рейтинги
На агрегаторе Rotten Tomatoes фильм имеет рейтинг одобрения 90 %, основанный на 343 обзорах со средней оценкой 8/10. По единодушному мнению критиков сайта, «Крайне провокационный и своевременный триллер „Девушка, подающая надежды“ стал удачным полнометражным дебютом для сценариста и режиссёра Эмиральд Феннелл и ярким событием в карьере Кэри Маллиган». На Metacritic фильм имеет средневзвешенную оценку 72 из 100, основанную на 41 отзыве, что указывает на «в целом благоприятные отзывы».

## Награды и номинации
| Награда                                      | Дата вручения   | Категория                                             | Номинанты и получатели                                     | Результат    | П.     |
| -------------------------------------------- | --------------- | ----------------------------------------------------- | ---------------------------------------------------------- | ------------ | ------ |
| Премия Ассоциации кинокритиков Лос-Анджелеса | 20 декабря 2020 | Лучшая актриса                                        | Кэри Маллиган                                              | Победа       | [ 28 ] |
| Премия Ассоциации кинокритиков Лос-Анджелеса | 20 декабря 2020 | Лучший сценарий                                       | Эмиральд Феннел                                            | Победа       | [ 28 ] |
| Награда Ассоциации кинокритиков Чикаго       | 21 декабря 2020 | Лучший фильм                                          | «Девушка, подающая надежды»                                | Номинация    | [ 29 ] |
| Награда Ассоциации кинокритиков Чикаго       | 21 декабря 2020 | Лучший режиссёр                                       | Эмиральд Феннел                                            | Номинация    | [ 29 ] |
| Награда Ассоциации кинокритиков Чикаго       | 21 декабря 2020 | Лучший оригинальный сценарий                          | Эмиральд Феннел                                            | Номинация    | [ 29 ] |
| Награда Ассоциации кинокритиков Чикаго       | 21 декабря 2020 | Лучшая актриса                                        | Кэри Маллиган                                              | Номинация    | [ 29 ] |
| Награда Ассоциации кинокритиков Чикаго       | 21 декабря 2020 | Премия Милоша Стелика перспективному кинематографисту | Эмиральд Феннел                                            | Победа       | [ 29 ] |
| Премия Кружка кинокритиков Флориды           | 21 декабря 2020 | Лучшая актриса                                        | Кэри Маллиган                                              | Второе место | [ 30 ] |
| Премия Кружка кинокритиков Флориды           | 21 декабря 2020 | Лучший оригинальный сценарий                          | Эмиральд Феннел                                            | Номинация    | [ 30 ] |
| Премия Кружка кинокритиков Флориды           | 21 декабря 2020 | Лучший первый фильм                                   | Эмиральд Феннел                                            | Победа       | [ 30 ] |
| Премия Лондонского кружка кинокритиков       | 7 февраля 2021  | Фильм года                                            | «Девушка, подающая надежды»                                | Номинация    | [ 31 ] |
| Премия Лондонского кружка кинокритиков       | 7 февраля 2021  | Актриса года                                          | Кэри Маллиган                                              | Номинация    | [ 31 ] |
| Премия Лондонского кружка кинокритиков       | 7 февраля 2021  | Британская / ирландская актриса года                  | Кэри Маллиган                                              | Номинация    | [ 31 ] |
| Премия Лондонского кружка кинокритиков       | 7 февраля 2021  | Британский / ирландский кинематографист года          | Эмиральд Феннел                                            | Номинация    | [ 31 ] |
| Общество кинокритиков Сиэтла                 | 15 февраля 2021 | Лучший фильм год                                      | «Девушка, подающая надежды»                                | Номинация    | [ 32 ] |
| Общество кинокритиков Сиэтла                 | 15 февраля 2021 | Лучший режиссёр                                       | Эмиральд Феннел                                            | Номинация    | [ 32 ] |
| Общество кинокритиков Сиэтла                 | 15 февраля 2021 | Лучшая актриса                                        | Кэри Маллиган                                              | Номинация    | [ 32 ] |
| Общество кинокритиков Сиэтла                 | 15 февраля 2021 | Лучший сценарий                                       | Эмиральд Феннел                                            | Победа       | [ 32 ] |
| Золотой глобус                               | 28 февраля 2021 | Лучший фильм — драма                                  | «Девушка, подающая надежды»                                | Номинация    | [ 33 ] |
| Золотой глобус                               | 28 февраля 2021 | Лучшая актриса — драма                                | Кэри Маллиган                                              | Номинация    | [ 33 ] |
| Золотой глобус                               | 28 февраля 2021 | Лучший режиссёр                                       | Эмиральд Феннел                                            | Номинация    | [ 33 ] |
| Золотой глобус                               | 28 февраля 2021 | Лучший сценарий                                       | Эмиральд Феннел                                            | Номинация    | [ 33 ] |
| Ассоциация голливудских критиков             | 5 марта 2021    | Лучший фильм                                          | «Девушка, подающая надежды»                                | Победа       | [ 34 ] |
| Ассоциация голливудских критиков             | 5 марта 2021    | Лучшая женщина-режиссёр                               | Эмиральд Феннел                                            | Номинация    | [ 34 ] |
| Ассоциация голливудских критиков             | 5 марта 2021    | Лучшая актриса                                        | Кэри Маллиган                                              | Победа       | [ 34 ] |
| Ассоциация голливудских критиков             | 5 марта 2021    | Лучший актёр второго плана                            | Бо Бернем                                                  | Номинация    | [ 34 ] |
| Ассоциация голливудских критиков             | 5 марта 2021    | Лучший оригинальный сценарий                          | Эмиральд Феннел                                            | Победа       | [ 34 ] |
| Ассоциация голливудских критиков             | 5 марта 2021    | Лучший монтаж                                         | Фредерик Торавал                                           | Номинация    | [ 34 ] |
| Ассоциация голливудских критиков             | 5 марта 2021    | Лучшие прически и макияж                              | «Девушка, подающая надежды»                                | Номинация    | [ 34 ] |
| Ассоциация голливудских критиков             | 5 марта 2021    | Лучший актёрский ансамбль                             | «Девушка, подающая надежды»                                | Номинация    | [ 34 ] |
| Ассоциация голливудских критиков             | 5 марта 2021    | Лучший дебютный фильм                                 | Эмиральд Феннел                                            | Победа       | [ 34 ] |
| Ассоциация голливудских критиков             | 5 марта 2021    | Кинематографист на подъёме                            | Эмиральд Феннел                                            | Победа       | [ 34 ] |
| Премия AACTA                                 | 6 марта 2021    | Лучший международный фильм                            | «Девушка, подающая надежды»                                | Победа       | [ 35 ] |
| Премия AACTA                                 | 6 марта 2021    | Лучший международный режиссёр                         | Эмиральд Феннел                                            | Номинация    | [ 35 ] |
| Премия AACTA                                 | 6 марта 2021    | Лучший международный сценарий                         | Эмиральд Феннел                                            | Номинация    | [ 35 ] |
| Премия AACTA                                 | 6 марта 2021    | Лучшая международная актриса                          | Кэри Маллиган                                              | Победа       | [ 35 ] |
| Выбор критиков                               | 7 марта 2021    | Лучший фильм                                          | «Девушка, подающая надежды»                                | Номинация    | [ 36 ] |
| Выбор критиков                               | 7 марта 2021    | Лучший режиссёр                                       | Эмиральд Феннел                                            | Номинация    | [ 36 ] |
| Выбор критиков                               | 7 марта 2021    | Лучший оригинальный сценарий                          | Эмиральд Феннел                                            | Победа       | [ 36 ] |
| Выбор критиков                               | 7 марта 2021    | Лучшая актриса                                        | Кэри Маллиган                                              | Победа       | [ 36 ] |
| Выбор критиков                               | 7 марта 2021    | Лучший дизайн костюмов                                | Нэнси Стайнер                                              | Номинация    | [ 36 ] |
| Выбор критиков                               | 7 марта 2021    | Лучший грим                                           |                                                            | Номинация    | [ 36 ] |
| Премия Гильдии сценаристов США               | 21 марта 2021   | Лучший оригинальный сценарий                          | Эмиральд Феннел                                            | Победа       | [ 37 ] |
| Премия Гильдии продюсеров США                | 24 марта 2021   | Лучший продюсер фильма                                | Джози Макнамара, Бен Браунинг, Эшли Фокс, Эмиральд Феннелл | Номинация    | [ 38 ] |
| Премия Гильдии киноактёров США               | 4 апреля 2021   | Лучшая актриса                                        | Кэри Маллиган                                              | Номинация    | [ 39 ] |
| Премия Гильдии режиссёров Америки            | 10 апреля 2021  | Лучший режиссёр фильма                                | Эмиральд Феннел                                            | Номинация    | [ 40 ] |
| Премия Гильдии художников-постановщиков США  | 10 апреля 2021  | Лучший художник-постановщик современного фильма       | Майкл Т. Перри                                             | Номинация    | [ 41 ] |
| BAFTA                                        | 11 апреля 2021  | Лучший фильм                                          | «Девушка, подающая надежды»                                | Номинация    | [ 42 ] |
| BAFTA                                        | 11 апреля 2021  | Лучший оригинальный сценарий                          | Эмиральд Феннел                                            | Победа       | [ 42 ] |
| BAFTA                                        | 11 апреля 2021  | Лучший кастинг                                        | Мари Верньё и Линдси Грэм Аханону                          | Номинация    | [ 42 ] |
| BAFTA                                        | 11 апреля 2021  | Лучший монтаж                                         | Фредерик Тораваль                                          | Номинация    | [ 42 ] |
| BAFTA                                        | 11 апреля 2021  | Лучшая музыка к фильму                                | Энтони Уиллис                                              | Номинация    | [ 42 ] |
| BAFTA                                        | 11 апреля 2021  | Лучший британский фильм                               | «Девушка, подающая надежды»                                | Победа       | [ 42 ] |
| Премия Гильдии художников по костюмам        | 13 апреля 2021  | Лучшие костюмы в современном фильме                   | Нэнси Стейнер                                              | Победа       | [ 43 ] |
| Премия Американской ассоциации монтажёров    | 17 апреля 2021  | Лучший монтаж комедийного фильма                      | Фредерик Торавал                                           | Номинация    | [ 44 ] |
| «Независимый дух»                            | 22 апреля 2021  | Лучший режиссёр                                       | Эмиральд Феннел                                            | Номинация    | [ 45 ] |
| «Независимый дух»                            | 22 апреля 2021  | Лучшая актриса                                        | Кэри Маллиган                                              | Победа       | [ 45 ] |
| «Независимый дух»                            | 22 апреля 2021  | Лучший сценарий                                       | Эмиральд Феннел                                            | Победа       | [ 45 ] |
| Оскар                                        | 25 апреля 2021  | Лучший фильм                                          | Бен Браунинг, Эшли Фокс, Эмиральд Феннелл, Джози Макнамара | Номинация    | [ 46 ] |
| Оскар                                        | 25 апреля 2021  | Лучший режиссёр                                       | Эмиральд Феннел                                            | Номинация    | [ 46 ] |
| Оскар                                        | 25 апреля 2021  | Лучший оригинальный сценарий                          | Эмиральд Феннел                                            | Победа       | [ 46 ] |
| Оскар                                        | 25 апреля 2021  | Лучшая актриса                                        | Кэри Маллиган                                              | Номинация    | [ 46 ] |
| Оскар                                        | 25 апреля 2021  | Лучший монтаж                                         | Фредерик Тораваль                                          | Номинация    | [ 46 ] |
| Европейская киноакадемия                     | 11 декабря 2021 | Лучшая актриса                                        | Кэри Маллиган                                              | Номинация    |        |
| Европейская киноакадемия                     | 11 декабря 2021 | Открытие года — приз FIPRESCI                         | «Девушка, подающая надежды» — Эмеральд Феннел              | Победа       |        |